# Jewpati Kolowrat

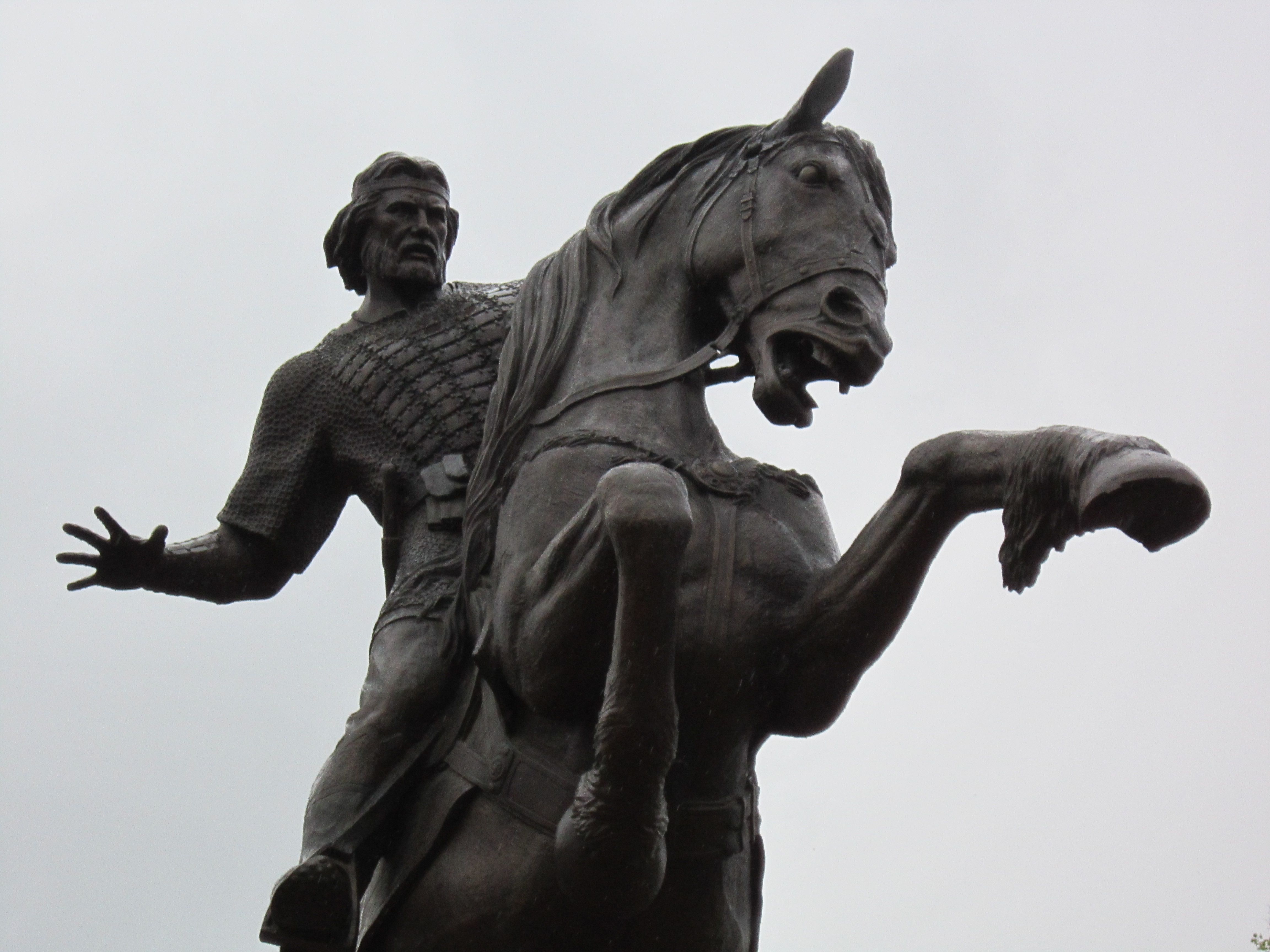
Denkmal für Kolowrat in Rjasan

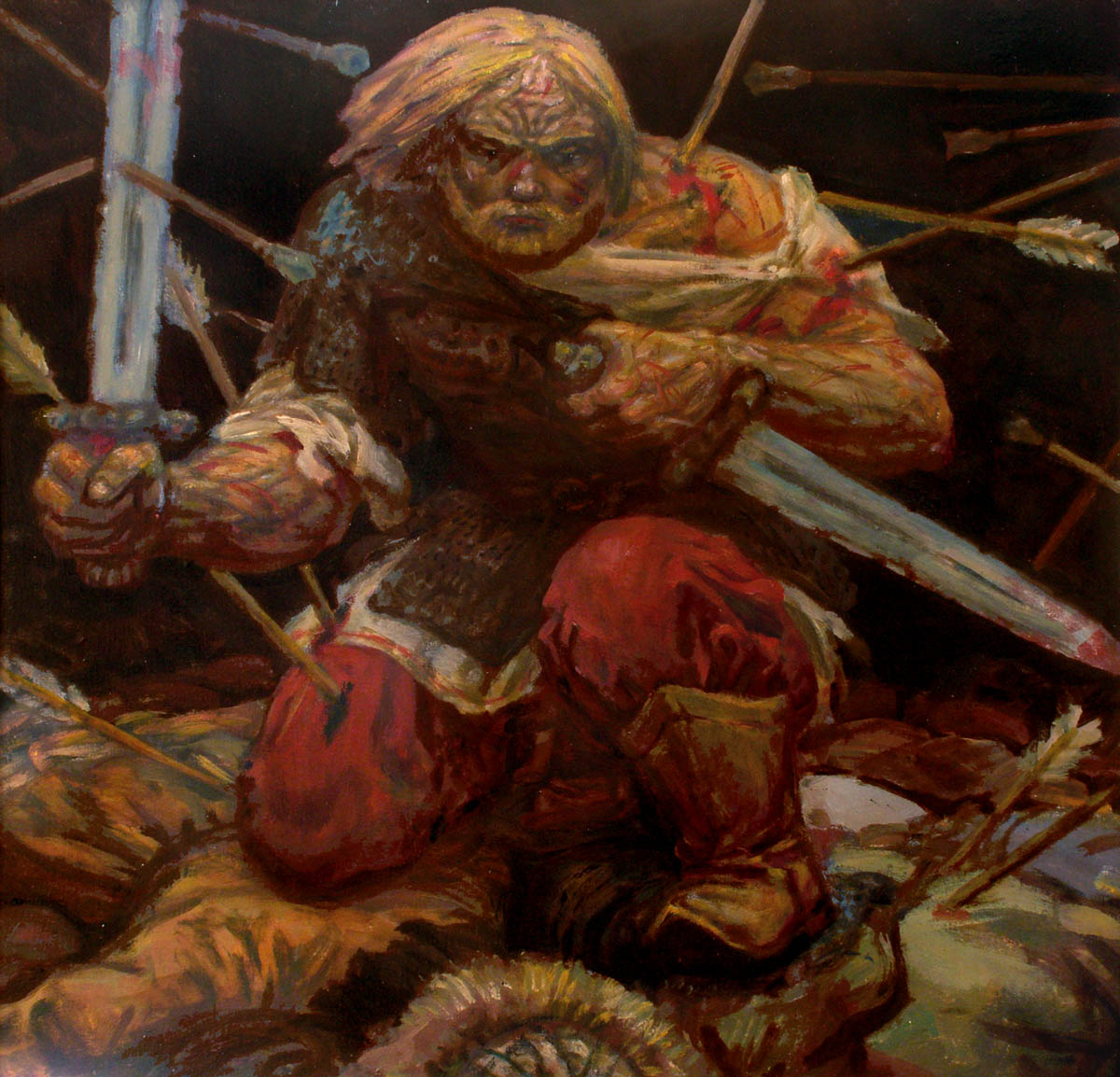
Jewpati Kolowrat von Maximilian Presnjakow

Jewpati (Eupatios) Kolowrat (russisch Евпатий Коловрат; * ca. 1200; † 1238) war ein legendärer russischer Bogatyr und Feldherr aus dem Fürstentum Rjasan. Er ist ein Held des altrussischen Literaturwerks namens Die Sage von der Verheerung Rjasans durch Batu, das von der mongolischen Invasion der Rus erzählt.

## Kampf gegen die Mongolen

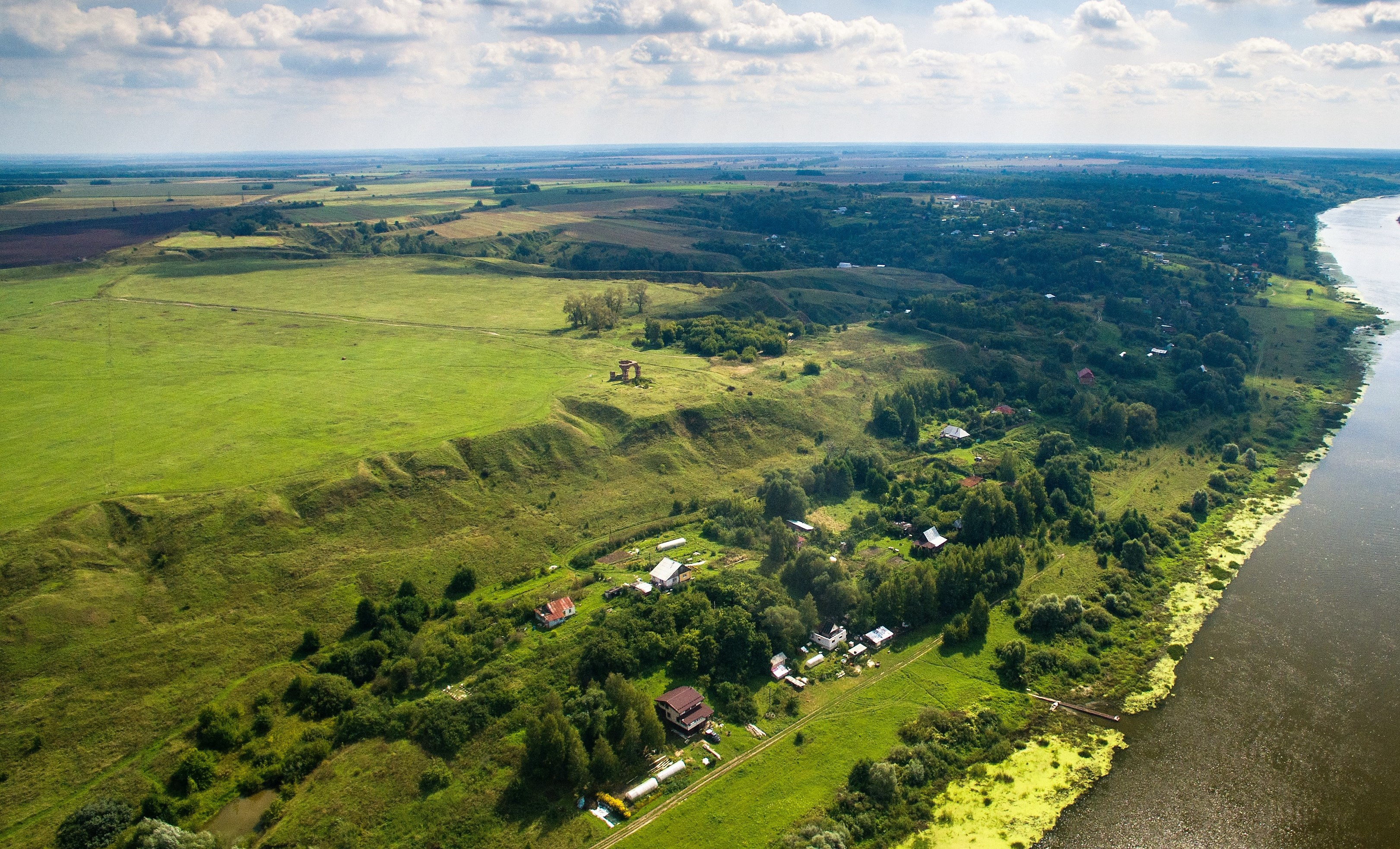
Die Wallburg von Alt-Rjasan heute

Als die Mongolen unter Batu Khan 1237 ihren Feldzug gegen die russischen Fürstentümer begannen, war Rjasan das erste Fürstentum auf ihrem Weg. Jewpati Kolowrat verweilte zu diesem Zeitpunkt in Tschernigow. Nachdem er von der Belagerung Rjasans durch die Mongolen erfahren hatte, stellte er einen kleinen Verband aus mehreren Hundert Kämpfern zusammen und eilte seiner Heimatstadt zur Hilfe. Als er sie jedoch bereits verwüstet vorfand, schwor er Rache bis zum Tod. Er erweiterte seinen Verband um einige Überlebende aus dem Umland und nahm mit ca. 1700 Mann die Verfolgung des Mongolenheeres auf. Er holte es in der Nähe von Susdal ein und vernichtete mit einem Überraschungsangriff die mongolische Nachhut. Batu Khan entsendete gegen Kolowrat den Bruder seiner Ehefrau namens Chostowrul und befahl, Kolowrat lebend zu ihm zu bringen. Doch trotz einer großen zahlenmäßigen Überlegenheit konnte Chostowrul Kolowrat nicht besiegen und wurde selbst im Kampf gegen ihn getötet.
Batu Khan schickte einen Gesandten zu Kolowrat und fragte, was dieser wolle. Die Antwort war: „Nur sterben!“. Lediglich mithilfe ihrer vielen steinwerfenden Katapulte konnten die Mongolen die umstellten Russen letztlich besiegen. Der Sage nach war Batu Khan vom Todesmut Kolowrats so beeindruckt, dass er dessen Leiche den wenigen überlebenden Russen übergab und sie ziehen ließ.

## Rezeption
Kolowrat war ein Held mehrerer mündlich überlieferter Volkslieder sowie einiger Literaturwerke der Neuzeit. Ihm widmeten ihre Gedichte unter anderem Nikolai Jasykow, Lew Mei und Sergei Jessenin. 2017 erschien in Russland der Film Die letzten Krieger.
Der russische Historienfilm Легенда о Коловрате, deutsch Die letzten Krieger, (2017) mit Ilja Sergejewitsch Malakow in der Rolle des Jewpati Kolowrat, und Alexander Alexandrowitsch Iljin in einer weiteren Hauptrolle, greift die Saga auf und interpretiert sie.